# 陈伯齐
陈伯齐（1903年7月—1973年10月），广东台山人。教授、建筑学家。

## 生平
1903年出生于台山汶村北拱一侨工家庭。早年就读于文海书院。
1924年毕业于广州高师附属师范学校，在广州教小学。
1928年，到日本神户同文学校教书。
1931年考取广东省公费留学，赴日东京工业大学学习预科。
1934年转入柏林工业大学。1939年毕业获得Dilpom-Ingenieur（等同于工程硕士）学位，期间考察了欧洲各国建筑和现代主义建筑运动。
1940年初回国，入重庆大学土木工程系任教授。随即倡议创办重庆大学建筑系，并任首任系主任。在陈的影响下，该系不同于中央大学建筑系的“学院派”（由巴黎美术学院开创，侧重艺术训练、绘图，不注重技术，强调图画表现、古典美学构图）作风，教学课程侧重技术类、工程类训练、提倡现代风格、注重建筑的功能和技术因素。这种风格一部分是因为战时应用工程人才的需要，一部分是因于陈受到的日德教育、现代主义建筑思想影响。
1940年代，任重庆都市建设计划委员会委员兼建筑组组长。
1942年（一说1943年），重庆大学学生对本系教学不满，发生“驱逐陈伯齐”运动，陈伯齐、夏昌世、龙庆忠等最终在次年离开重大。
1944年，加入中国营造学社。
1944年3月1日，陈担任总工程师建造的浮图关下的陪都体育场建成。
1945年11月，遭受排斥的陈伯齐、夏昌世、龙庆忠教授加入回迁广州的国立中山大学。后来，三人被称为华工建筑系三老。陈任建筑工程学系教授兼系主任。
1953年，三人共同创办了民族建筑研究所，研究南方传统民居。
1958年，主持创立华南工学院亚热带建筑研究室（今亚热带建筑科学国家重点实验室，全国高校唯一一个建筑学科国家重点实验室）。提出习惯民居典型特点是“小面宽、大进深、多天井”，利于通风防潮、遮阳散热。
1958年-1959年，作为广东建筑学会代表之一，两度参加北京十大建筑设计组工作，期间是北京人民大会堂四个设计者之一。
1962年，陈伯齐兼任全国高等工业学校建筑学教材编审委员会副主任委员，与杨廷宝教授等人共同筹划了全国建筑学教材。中国建筑学教材体系及教学大纲的完成，其中陈伯齐功不可没。
1965年，主持设计的华侨新村落成。
文革期间，被批判为“反动学术权威”。但陈在病榻上仍然坚持着翻译德文著作《新建筑在非洲》。有报道指陈去世时将所有书籍捐赠予重庆大学而非华南理工大学即是因为文革时的经历。
1973年10月4日在广州病世，葬于出生地汶村镇大陂头马山。

## 作品
- 重庆
  - 浮图关陪都体育场[1]
- 北京
  - 人民大会堂（合作）[1]
- 广州
  - 文化公园总体规划和展览馆设计[1][8]
    - 华南土特产交流会的总平面规划[3]

  - 广州女子师范学校规划和设计[2][1]
  - 广州园林一条街实验性住宅[1]
  - 中山医科大学校区总体规划[1]
  - 华南工学院总体规划[1]
    - 华南工学院1号教学楼设计
    - 华南工学院化工楼设计

  - 华侨新村[6][3]
- 台山
  - 汶村镇沙坦村115号
- 南海县
  - 礼堂[8]
- 武汉
  - 华中工学院校园、航天三院总体规划[3]
  - 武汉水利电力学院校园总体规划
  - 武汉测绘学校校园总体规划
- 桂林
  - 桂林风景城市规划
- 《岭南庭园》，与夏昌世合著，1963年写就，2008年出版

## 家庭
- 妻子-郭剑儿
- 大女儿-陳秀丹
- 二兒子-陳秀石

## 趣闻
在学生们的心目中，陈伯齐性格和蔼，平易近人。设计师袁培煌1955年毕业于华南工学院建筑学专业，据他回忆，当年在华工有人把陈伯齐名字中的“齐”字错读成“斋”，后来按广东称呼，大家都叫他“斋叔”。这个称呼被叫开来以后，久而久之，陈伯齐也欣然接受，不以为意。
在陈伯齐严格的教学要求下，学成毕业的学子被分配到各地的建筑设计院，他们优异的表现令华工建筑系日渐声名远扬。据袁培煌回忆，1955年，大学毕业的他刚一进入中南建筑设计院，就接到了一项艰难的任务：画出华中师大物理楼的屋面与地面伸缩缝大样图。没有通用构件图作为参考，袁培煌凭着学校所学的构造知识完成了任务。这令设计院的副总建筑师王秉忱颇为赞赏，他对袁培煌说：“你们学生能画出来也算不错了。”后来，历届华工分来设计院的学生都得到了上级的好评。袁培煌回忆称，学生们扎实的建筑技术知识功底，乃是受益于陈伯齐的全面施教。